# 查尔斯·威廉·安德鲁斯
查尔斯·威廉·安德鲁斯（英語：Charles William Andrews，1866年10月30日—1924年5月24日）是一位英国古生物学家，汉普斯特德人，工作于大英博物馆地质部，专攻古脊椎动物，1906年当选皇家学会会士，1916年获莱尔奖章。
在引用以该人命名的植物學名時，命名人的標準縮寫是C.W.Andrews。